# Lotherus

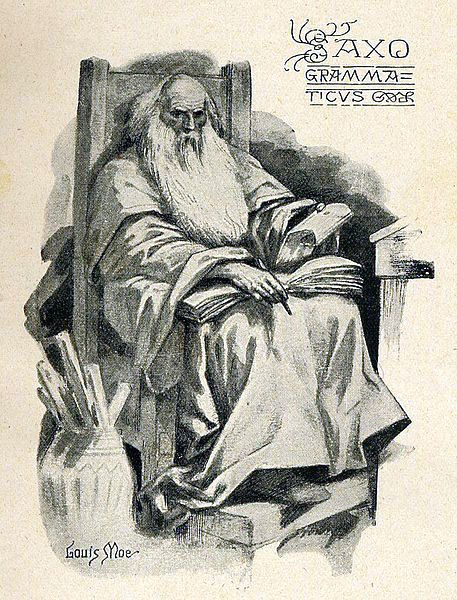
Iconnografía del historiador Saxo Grammaticus por el pintor Louis Moe.

Lotherus o Lother según Saxo Grammaticus en su Gesta Danorum fue uno de los primeros reyes legendarios de la protohistoria de Dinamarca durante los primeros siglos de la Era cristiana. Lotherus era hermano de Humblus, ambos hijos de Danus y la matriarca Grytha, muy reverenciada entre los teutones. Dice la leyenda que entre los antiguos, existía la tradición de escoger rey jurando sobre unas piedras plantadas en el suelo y Humblus fue elegido, pero su hermano Lotherus llevaba la malicia consigo y fue a la guerra para obtener el poder, obligó a vender la corona a su hermano a cambio de su vida, la única salida que le ofreció tras su derrota.
Lotherus fue un rey insoportable, malvado, instaurando un reino lleno de arrogancia y crimen, hasta que su pueblo se levantó en armas y fue derrocado. Su maldad era tal, que cuando perdió la corona, se regocijó de su desgracia como si fuera una bendición.
La leyenda cita a Lotherus como descendiente de Danus, patriarca de todos los daneses.